# Ammotheidae
Ammotheidae – rodzina kikutnic z nadrodziny Ascorhynchoidea lub rzędu Ascorhynchomorpha.
Kikutnice ta mają jedno- lub pięcio- do dziesięcioczłonowe nogogłaszczki oraz siedmio- do dziesięcioczłonowe owigery u obu płci. Albo Chelifory i chela albo jeden z tych narządów jest szczątkowy. Ryjek w stanie spoczynku nie jest podgięty ku tyłowi ciała. Odnóża kroczne są dwukrotnie dłuższe od ciała, a ich stopy opatrzone pazurkami bocznymi. Pazur końcowy owiger ma ząbkowane lub proste kolce. Strigilis na owigerach nieobecny lub niewielki.
Rodzina ta klasyfikowana jest w nadrodzinie Ascorhynchoidea lub rzędzie Ascorhynchomorpha i obejmuje następujące rodzaje:
- Achelia Hodge, 1864
- Acheliana Arnaud, 1971
- Ammothea Leach, 1814
- Ammothella Verrill, 1900
- Austroraptus Hodgson, 1907
- Cilunculus Loman, 1908
- Dromedopycnon Child, 1982
- Elassorhis Child, 1982
- Hedgpethius Child, 1974
- Hemichela Stock, 1954
- Megarhethus Child, 1982
- Nymphopsis Haswell, 1885
- Oorhynchus Hoek, 1881
- Paranymphon Caullery, 1896
- Proboehmia Stock, 1991
- Prototrygaeus Stock, 1975
- Scipiolus Loman, 1908
- Sericosura Fry & Hedgpeth, 1969
- Tanystylum Miers, 1879
- Trygaeus Dohrn, 1881